# 15 років (фільм)
«15 років» (івр. 15 שנה) — ізраїльський ЛГБТ-драматичний фільм 2019 року. Дебютний фільм режисера та сценариста Ювала Хададі, із Одедом Леопольдом, Уді Персі та Руті Асерсай у головних ролях. Фільм відкрив фестиваль гей-кіно 2019 року; Леопольд та Персі розділили нагороду у номінації Найкращий актор.
Фільм вийшов у прокат 27 лютого 2020 року.

## Сюжет
Йоав (Одед Леопольд) — харизматичний та успішний чоловік, який перебуває у стосунках зі своїм молодим партнером Деном (Уді Персі) протягом 15 років. Він переживає кризу середнього віку, коли його близька подруга Альма (Руті Асерсай) несподівано вагітніє. Його світ похитується, і вежа його успішного життя починає руйнуватися.

## У ролях
- Одед Леопольд — Йоав, харизматичний та успішний 42-річний чоловік
- Уді Персі — Ден Асулін, молодий партнер Йоава
- Руті Асерсай — Алма Соломон, близька подруга Йоава
- Ден Морд — Гур
- Тамір Гінзбург — Евятар
- Офек Агарони — Алон
- Ліріт Балабан — Ясмін
- Або Ашер — Ельдад
- Даніель Боцер
- Ліор Сорока
- Тамар Лівні
- Лана Еттінгер
- Амір Кац
- Ітай Полішук
- Керен Цурд — Ейнат
- Ліор Наор — cолдат
- Цліл Голдрінг — бармен
- Чень Шахуда

## Виробництво
Фільм спродюсовано компаніями «Shalom Goodman» та «Anemus Productions», випущений за підтримки Фонду Рабіновіча. Музичну тему альбому «Коло світла» написав та музикував Ноам Ротем.